# Haptoclinus apectolophus
Haptoclinus apectolophus is een  straalvinnige vissensoort uit de familie van de slijmvissen (Labrisomidae). De wetenschappelijke naam van de soort is voor het eerst geldig gepubliceerd in 1974 door Böhlke & Robins.